# John Cottrill
John Arthur Cottrill (18 novembre 1945) è un ex tennista australiano.

## Carriera
Ha ottenuto i suoi risultati più importanti nel doppio, in questa disciplina si è avventurato fino alle semifinali degli Australian Championships 1966 insieme a Ray Ruffels mentre l'anno dopo si è fermato ai quarti di finale in coppia con Allan Stone.
È stato convocato con la squadra australiana di Coppa Davis nell'edizione del 1965 senza tuttavia scendere in campo nella sfida vinta contro la Spagna.
Si è sposato con la tennista Joan Gibson, insieme hanno fatto coppia nel doppio misto raggiungendo le semifinali agli Australian Championships 1966 e i quarti di finale a Wimbledon 1967.